# Gary Bartz
Gary Bartz (Baltimore, de Maryland, 26 de septiembre de 1940) es un músico estadounidense de jazz, saxofonista alto y soprano.

## Historial
Entra a estudiar en la Juilliard School de Nueva York con 17 años, aunque pronto prefiere el aprendizaje de las jam sessions, con músicos como Grachan Mancur III y Lee Morgan, en el club de jazz que regentaba su padre en su ciudad natal. En 1964, entra a tocar en el grupo de Max Roach y, más tarde, en los de Art Blakey, McCoy Tyner (1968-70), Miles Davis (1970-71) y Jackie McLean (1973). Desde 1967, ya grababa discos como líder, sobre todo para el sello Prestige, aunque sus discos con más repercusión se grabaron a partir de 1973, con el grupo "Ntu Troop", que realizaba una fusión de blues y música africana. Después gira hacia el funk, hasta que se produce el regreso al nuevo clasicismo a comienzos de los años 1980, cuando lidera diversos grupos, con Woody Shaw o el trombonista Dick Griffin (n. 1939).
Bartz utiliza con frecuencia el registro grave del alto, lo que se debe, según algunos autores, a su especial interés por las figuras del saxo tenor y su desapego por los altoístas, salvo Charlie Parker, En 2005, obtuvo un Grammy por un disco junto a McCoy Tyner.

## Discografía

### Como líder
| Año  | Álbum                                   | Sello        | Músicos |
| ---- | --------------------------------------- | ------------ | --- |
| 1967 | Libra                                   | Milestone    | Jimmy Owens, Albert Daily, Richard Davis, Billy Higgins                                                               |
| 1968 | Another Earth                           | Milestone    | Charles Tolliver, Pharoah Sanders, Stanley Cowell, Reggie Workman, Freddie Waits                                      |
| 1969 | Home!                                   | Milestone    | Woody Shaw, Albert Dailey, Bob Cunningham, Rashied Ali                                                                |
| 1970 | Harlem Bush Music - Taifa               | Milestone    | Nat Bettis, Andy Bey, Harold White                                                                                    |
| 1971 | Harlem Bush Music - Uhuru               | Milestone    | Ron Carter, Juini Booth, Nat Bettis, Andy Bey                                                                         |
| 1972 | Juju Street Songs                       | Prestige     | Stafford James, Harvey Mason                                                                                          |
| 1972 | Follow the Medicine Man                 | Prestige     | Hector Centeno, Hubert Eaves III, Andy Bey                                                                            |
| 1973 | I've Known Rivers and Other Bodies      | Prestige     | Stafford James, Howard King                                                                                           |
| 1973 | Singerella: A Ghetto Fairy Tale         | Prestige     | Hector Centeno, Howard King, Hubert Eaves III, James Benjamin, Kenneth Nash, Maynard Parker                           |
| 1973 | Altissimo                               | West Wind    | Charlie Mariano, Jackie McLean, Lee Konitz, Joachim Kühn, Han Bennink, Palle Danielsson                               |
| 1975 | The Shadow Do!                          | Prestige     | Hubert Eaves III, Michael Henderson, Reggie Lucas, James Mtume, Howard King                                           |
| 1976 | Juju Man                                | Catalyst     | Curtis Robertson, Howard King, Charles Mims, Syreeta                                                                  |
| 1977 | Music Is My Sanctuary                   | Capitol      | Syreeta Wright, Mizell Brothers                                                                                       |
| 1978 | Love Affair                             | Capitol      | Wah Wah Watson, Dorothy Ashby, Welton Gite, Bill Summers, George Cables, Wade Marcus                                  |
| 1978 | Love Song                               | P-Vine       | George Cables, Curtis Robinson, Howard King, Rita Greene                                                              |
| 1980 | Bartz                                   | Arista       | Howard King, Hubert Eaves III                                                                                         |
| 1988 | Monsoon                                 | SteepleChase | Butch Lacy, Billy Hart, Clint Houston                                                                                 |
| 1988 | Reflections of Monk: The Final Frontier | Steeplechase | Bob Butta, Geoff Harper, Billy Hart, Eddie Henderson                                                                  |
| 1990 | West 42nd Street                        | Candid       | Claudio Roditi, John Hicks, Ray Drummond, Al Foster                                                                   |
| 1990 | There Goes the Neighborhood (Live)      | Candid       | Kenny Barron, Ray Drummond, Ben Riley                                                                                 |
| 1991 | Shadows                                 | Timeless     | Benny Green, Christian McBride, Victor Lewis, Willie Williams                                                         |
| 1994 | Episode One Children of Harlem          | Challenge    | Larry Willis, Ben Riley, Buster Williams                                                                              |
| 1994 | Red & Orange Poems                      | Atlantic     | Dave Holland, Mulgrew Miller, Eddie Henderson                                                                         |
| 1995 | Alto Memories                           | Verve        | Sonny Fortune, Kenny Barron, Buster Williams, Jack DeJohnette                                                         |
| 1996 | Blues Chronicles: Tales of Life         | Atlantic     | Tom Williams, George Colligan, James King, Greg Bandy, Jon Hendricks, Cyrus Chestnut, Russell Malone, Dennis Chambers |
| 1999 | Live @ the Jazz Standard, Vol. 1        | Soulstice    | Barney McAll, Greg Bandy, Kenny Davis                                                                                 |
| 2001 | The Montreal Concert (Live)             | DSM          | Peter Leitch |
| 2003 | Continuum Act One                       | Space Time   | Jean Toussaint, Bill Mobley, Donald Brown, Essiet Essiet, Billy Kilson, Anga Diaz                                     |
| 2005 | Soprano Stories                         | OYO          | James King, Greg Bandy, George Cables, John Hicks                                                                     |
| 2012 | Coltrane Rules: Tao of a Music Warrior  | OYO          | Barney McAll, Greg Bandy, James King                                                                                  |

### Como sideman
Bartz playing with McCoy Tyner, 2012
Con el Rance Allen Group
- Say My Friend (1977)

Con Gene Ammons
- Goodbye (Prestige, 1974)

Con Roy Ayers
- Stoned Soul Picnic (Atlantic, 1968)

Con Art Blakey and the Jazz Messengers
- Soul Finger (Limelight, 1965) Bartz recording debut
- Hold On, I'm Coming (Limelight, 1966)

Con Kenny Burrell
- Ellington Is Forever Volume Two (Fantasy, 1975)

Con Donald Byrd
- Stepping into Tomorrow (1974)
- Caricatures (1976)

Con Norman Connors
- Invitation
- Slewfoot
- This is Your Life
- Invitation
- Love from the Sun
- Dance of Magic: Live at the Nemu Jazz Inn
- Romantic Journey
- Saturday Night Special

Con Miles Davis
- The Cellar Door Sessions (1970)
- Live-Evil
- Bitches Brew Live (2011)
- Miles Davis at Newport 1955-1975: The Bootleg Series Vol. 4 (2015)

Con Antonio Hart
- Don't You Know That I Care (1992)

Con Phyllis Hyman
- You Know How to Love Me
- Phyllis Hyman
- Can't We Fall in Love Again?

Con Barney McAll
- Release the Day (2001)

Con Jackie McLean
- Ode to Super (SteepleChase, 1973)

Con Grachan Moncur III
- Exploration (2004)

Con Alphonse Mouzon
- Virtue (1976)

Con Rare Silk
- New Weave

Con Max Roach
- Members, Don't Git Weary (Atlantic, 1968)

Con Pharoah Sanders
- Deaf Dumb Blind (Summun Bukmun Umyun) (Impulse!, 1970)

Con Woody Shaw
- Blackstone Legacy (Contemporary, 1970)
- For Sure! (Columbia, 1979)

Con Sphere
- Sphere (1987) – Verve

Con Charles Tolliver
- Paper Man (Freedom, 1968 [1975])

Con Bob Thiele Collective
- Lion Hearted (1993)

Con McCoy Tyner
- Expansions (1968)
- Cosmos (1970)
- Extensions (1970)
- Asante (1970)
- Sama Layuca (1974)
- Focal Point (1976)
- Looking Out (1982)
- Dimensions (1984)
- McCoy Tyner and the Latin All-Stars (1999)
- Illuminations (2004)

Con Robert Walter
- Spirit of '70 (1996)

Con Chip White
- Harlem Sunset con Steve Nelson, Robin Eubanks, Claudio Roditi (Postcards)

Con John Lee & Gerry Brown
- Infinite Jones con Chris Hinze (Keytone, 1974)